# Lothar Rendulić
Dr. Lothar Rendulić (Lothar Rendulic), njemački general-pukovnik (generaloberst) (23. studenoga 1887. – 18. siječnja 1971.) bio je austrougarski, austrijski i njemački časnik hrvatskog podrijetla. Zapovjedao je 14. pješačkom divizijom, 52. pješačkom divizijom, 35. Armeekorpsom, 2. oklopnom armijom, 20. gorskom armijom, Vojnom skupinom Kurland, Vojnom skupinom Jug, Vojnom skupinom sjeve i Vojnom skupinom Ostmark. Bio je i nositelj Viteškog križa željeznog križa s hrastovim lišćem i mačevima.

## Životopis

### Mladost
Rendulić je rođen u Wiener Neustadtu, Austro-Ugarska, u hrvatskoj obitelji Rendulić. Njegov otac Lukas (Luka) bio je pukovnik (Oberst) u austrougarskoj vojsci. Nakon mature, Rendulić je studirao pravo i politologiju na sveučilištu u Beču i Lausannu; 1907. ulazi u Terezijansku vojnu akademiju (Theresianische Militärakademie) (kasnije preimenovanu u Kriegsschule Wiener Neustadt) u svome rodnom gradu, Wiener Neustadtu. U kolovozu 1910., Rendulić je postao poručnik austrougarske vojske i podređen u 99. pješačku pukovniju Georg I., König der Hellenen, u Beču. S ovom pukovnijom ostao je u prvim godinama Prvog svjetskog rata, prije no što je prebačen u 31. pješačku diviziju 1915. te se kasnije nalazio u XXI. korpusu 1918. g.
Nakon rata, Rendulić je studirao pravo na Bečkom sveučilištu, 1920. obranio je doktorat iz prava. Pridružio se novoosnovanoj Austrijskoj vojsci, a 1932. austrijskoj Nacističkoj stranci. Od 1934. Rendulić je bio u Diplomaciji kao vojni ataše pri Francuskoj i Ujedinjenom Kraljevstvu s uredom u Parizu. Međutim, njegova vojna i diplomatska karijera slomila se 1936., kada je stavljen na privremenu neaktivnu listu jer je njegovo ranije članstvo u Nacističkoj stranci bilo nepoželjno među autrijskim časnicima i diplomatima.

### Drugi svjetski rat
Rendulić je pozvan u njemačku vojsku, u Wehrmacht nakon anektiranja Austrije. Do 1940. Rendulić je obnašao generalsku dužnost, zapovijedajući 14. pješačkom divizijom (23. lipnja 1940. – 10. listopada 1940.). Od 1940. do 1942. bio je zapovjedajući general 52. divizije, zatim od 1942. do 1943. zapovjednik XXXV korpusa. Ali od 1943. Rendulić je držan u pričuvi.

#### Hrvatska
Od 1943. do 1944., Rendulić je zapovijedao 2. oklopnom armijom na Jugoslavenskom bojištu. U ranoj 1944-oj Adolf Hitler naredio je Renduliću da skuje plan o uhićenju partizanskog vođe Josipa Broza Tita. Kao ishod plana, dogodio se Desant na Drvar 25. svibnja 1944., njemački padobranci zaskočili su partizanski stožer u Drvaru hvatajući Tita. Tito je umalo bio uhvaćen, no uspio je umaknuti.

#### Finska i Norveška
Od 1944. do 1945., Rendulić je zapovijedao 20. gorskom armijom. U lipnju 1944. imenovan je za vrhovnog zapovjednika njemačkih trupa u Finskoj i Norveškoj. Nakon početka Laplandskog rata, Renduliću je naređeno da finski grad Rovaniemi bude spaljen, kao osveta Fincima jer su sklopili mir sa Sovjetskim Savezom. Također je vodio i kampanju "spaljivanja zemlje", tako što su, njemački vojnici, povlačeći se, uništavali sve iza sebe, ostavljajući tako stanovništvo bez hrane.

#### Istočno bojište
1945., Rendulić je bio zapovjednik Heeresgruppe Kurlanda na Istočnom bojištu. U to vrijeme, Heeresgruppe Kurland 8Voja skupina Kurland) bila je u potpunosti opkoljena u Kurlandskom džepu. Ukratko nakon toga, Rendulić postaje zapovjednik Vojne skupine Sjever (tada lociranoj u sjevernoj Njemačkoj), te je ponovno vraćen na mjesto zapovjednika Vojne skupine Kurland (u borbama da se obrani ono što je ostalo od Latvije), te konačno, postaje zapovjednik Vojne skupine Jug, kasnije preimenovanu u Vojna skupina Ostmark, u Austriji i Čehoslovačkoj
7. svibnja 1945., tijekom Praške ofenzive, Rendulić se, zajedno s cijelom svojom Vojnom skupinom Ostmark (od koje su ostali samo elementi) predao Američkoj vojsci u Austriji.

### Zatvor i smrt
Nakon što se predao, Lotaru Renduliću suđeno je za ratne zločine na Zarobljeničkom sudu jer je bio upleten u Wehrmachtov napad na civile u NDH i spaljivanju zemlje u Finskoj ostavljajući civile bez hrane. 19. veljače 1948. proglašen je krivim i osuđen na vremensku kaznu, no za spaljivanje zemlje u Finskoj nije okrivljen. Kasnije, njegova je kazna smanjena na 10 godina zatvora, pa je pušten 1. veljače 1951. iz zatvora u Landsbergu na Lechu u Bavarskoj.
Nakon oslobođenja, general-pukovnik Lothar Rendulić radio je kao autor i mjesni političar u Seewalchenu na Atterseeu, u Salzkammergutu, austrijskoj regiji. Umro je u Eferdingu, Austrija, 18. siječnja 1971. g.

## Osobni život
4. rujna 1916. Lotar Rendulić se vjenčao s Nellom Zöbl.

## Sažetak vojne karijere

### Promaknuća
| Čin               | Izvorni naziv čina     | Datum promaknuća  | Vojska               |
| ----------------- | ---------------------- | ----------------- | -------------------- |
| Poručnik          | Leutnant               | 8. kolovoza 1910. | Austrougarska vojska |
| Natporučnik       | Oberleutnant           | 8. travnja 1914.  | Austrougarska vojska |
| Satnik            | Hauptmann              | 1. svibnja 1917.  | Austrougarska vojska |
| Bojnik            | Major                  | 1925.             | Austrijska vojska    |
| Potpukovnik       | Oberstleutnant         | 1929.             | Austrijska vojska    |
| Pukovnik          | Oberst                 | 1933.             | Austrijska vojska    |
| Pukovnik          | Oberst                 | 1. travnja 1938.  | Wehrmacht            |
| General bojnik    | Generalmajor           | 1. prosinca 1939. | Wehrmacht            |
| General poručnik  | Generalleutnant        | 1. prosinca 1942. | Wehrmacht            |
| General pješaštva | General der Infanterie | 1. prosinca 1942. | Wehrmacht            |
| General pukovnik  | Generaloberst          | 1. travnja 1944.  | Wehrmacht            |

### Važnija odlikovanja
- Austrijska ranjenička medalja s jednom linijom,
- austrijski Križ Karlofih trupa,
- autrijski Red željezne krune, 3. stupnja s ratnom dekoracijom i mačevima,
- austrijska Medalja za vojne zasluge na vrpci Medalje za hrabrost s mačevima,
- austrijski Križ za vojne zasluge na vrpci Medalje za hrabrost s mačevima,
- Viteški križ (1942.)
- Viteški križ s hrastovim lišćem (1943.)
- Viteški križ s mačevima (1945.)
- Željezni križ 2. (1939.) i 1. (1940.) stupnja
- Deutsches Kreuz u zlatu (1941.)
- Istočnobojišna medalja (1942.)
- Križ časti
- Ärmelband Kurland (1945.)
- Laplandski štit (1945.)
- Ranjenički znak u željezu
- Goldenes Parteiabzeichen (1944.)

## Knjige Lothara Rendulića
- Rendulic, L: Gekämpft, gesiegt, geschlagen. (Borba, pobjednici, poraženi) 1952.
- Rendulic, L: Glasenbach - Nürnberg - Landsberg, 1953.
- Rendulic, L: Weder Krieg noch Frieden Eine Frage an die Macht (Ni rat ni mir. Pitanje moćnicima), 1961.
- Rendulic, L: Soldat in stürzenden Reichen (Vojnik u raspadajućem carstvu), 1965.
- Rendulic, L: Aus dem Abgrund in die Gegenwart (Od začetka do danas), 1969.